# Chips & Technologies Super386
La familia de microprocesadores Super386 de Chips and Technologies  fue una versión mejorada del Intel 80386 desarrollada mediante técnicas de ingeniería inversa con diseño en sala limpia. A diferencia del AMD Am386, que utiliza el mismo microcódigo de Intel, el microcódigo de C&T es totalmente nuevo e incluso incluye la instrucción indocumentada LOADALL386 del 386DX para proporcionar completa compatibilidad. Ejecuta algunas instrucciones incluso más rápido que el 386DX y presenta un consumo menor (1650 mW en el 38600DX de 40 MHz contra 2000 mW del 386DX a 33 MHz). El precio inicial para 10.000 unidades o más del 38600SX es de 59 (16 MHz), 88 (20 MHz) y 92 dólares (25 MHz), y para el 38600DX de 157 (20 MHz), 195 (25 MHz) y 206 dólares (33 MHz)
Chips & Technologies integró dos Pipelines para la ejecución de comandos, y los 38605SX y 38605DX tienen una pequeña memoria caché L1. Esto se corresponde con las prestaciones del Intel 80486 y competidores, proporcionando un rendimiento ligeramente superior, siendo comparables a los Cyrix Cx486SLC y Cx486DLC con los que compite.
Como todos los procesadores 80386 los Super386 pueden usar un coprocesador matemático, como el Intel 80387 o compatibles (ULSI 83C87, IIT 3C87, Cyrix EMC87, Cyrix 83D87, Cyrix 387+, C&T 38700). En el Super386 sin embargo, hay un error que afecta a la comunicación entre la CPU y el coprocesador. Debido a ello los coprocesadores alcanzan en conjunto con el Super386 sólo una fracción de su rendimiento real. El error afecta incluso al coprocesador de C&T
Este defecto y el utilizar un zócalo PGA con 144 pines incompatible con el del Intel 80386 causan que no alcance suficiente cuota de mercado y se decida no desarrollar un sucesor.

## Arquitectura

### 38600DX y 38605DX
- Memoria máxima direccionable: 4 Gigabytes
- Conjunto de instrucciones: 32 bits
- Bus de datos: 32 bits
- Bus de direcciones: 32 bits

### 38600SX y 38605SX
- Memoria máxima direccionable: 16 Megabytes
- Juego de instrucciones : 32 bits
- Bus de datos: 16 bits
- Bus de direcciones: 24 bits

El uso de un bus de datos de 16 bits permite utilizar los chips de soporte del Intel 80286, más baratos que los del 386

## Modelos

### 38600SX
El 38600SX equivale a un i386SX y es pin a pin compatible.
- Caché L1: No
- Caché L2: No
- Encapsulado: PGA con 132 pines
- Voltaje del núcleo del procesador (Vcore): 5V
- Fecha de lanzamiento: 1992
- Tamaño del Die: ? con ? transistores
- Frecuencias de reloj:
  - 33 MHz
  - 40 MHz

### 38605SX
El 38605SX equivale a un i386SX con una memoria caché L1, pero no es pin a pin compatible.
- Caché L1: 512 bytes de caché de datos
- Caché L2: No
- Encapsulado: PGA con 144 pines
- Voltaje del núcleo del procesador (Vcore): 5V
- Fecha de lanzamiento: 1992
- Tamaño del Die: ? con ? transistores
- Frecuencias de reloj:
  - 33 MHz
  - 40 MHz

### 38600DX
El 38600DX equivale a un i386DX
- Caché L1: No
- Caché L2: No
- Encapsulado: PGA con 132 pines
- Voltaje del núcleo del procesador (Vcore): 5V
- Fecha de lanzamiento: 1992
- Tamaño del Die: ? con ? transistores
- Frecuencias de reloj:
  - 25 MHz
  - 33 MHz
  - 40 MHz (?)

### 38605DX
El 38605DX equivale a un i386DX con una memoria caché L1, pero no es pin a pin compatible.
- L1-Caché: 512 bytes para instrucciones
- Caché L2: No
- Encapsulado: PGA con 144 pines
- Voltaje del núcleo del procesador (Vcore): 5V
- Fecha de lanzamiento: 1992
- Tamaño del Die: ? con ? transistores
- Frecuencias de reloj:
  - 33 MHz
  - 40 MHz